# Involution (médecine)
Pour les articles homonymes, voir Involution.
En médecine, une involution est une régression spontanée ou provoquée à partir d'un état de maturité. Le terme est employé dans deux domaines d'une part l'anatomopathologie qui étudie les tissus et d'autre part la psychiatrie.

## Anatomopathologie
L'involution d'un tissu ou d'un organe est sa transformation dans le sens d'une régression, ses antonymes sont évolution, développement. Elle se manifeste par la disparition des cellules fonctionnelles spécifiques d'un tissu et leur remplacement par du tissu conjonctif de soutien et des adipocytes lui faisant perdre ses fonctions physiologiques (forme d'atrophie physiologique). 
Il s'agit alors d'une involution adipeuse ou fibro-adipeuse comme par exemple pour les glandes salivaires, le thymus chez l'enfant, la moelle hématopoïétique.
L'involution d'un tissu se traduit par une décroissance, par exemple, l'involution de l'utérus qui est le retour progressif de l'utérus à son volume initial après l'accouchement (synonyme : régression utérine, involution utérine) ; l'involution mammaire qui est le retour des glandes mammaires à leur volume initial après la lactation ; ou l'involution d'une tumeur, involution tumorale sous l'effet d'un traitement.
C'est aussi une manifestation du vieillissement d'un organe, qui retourne à l'aspect qu'il avait avant son développement fonctionnel, ainsi de l'involution du corps jaune en fin de cycle ovarien chez la femme non fécondée ou de l'involution de l'ovaire à la ménopause.
L'involution peut être spontanée ou provoquée, complète ou partielle. L'involution sénile est ici l'ensemble des modifications observées des tissus sous l'effet de la sénescence,.

## Psychiatrie
En psychiatrie le concept d'involution s'applique plutôt à l'ensemble de l'organisme. On y désigne par involution les conséquences du vieillissement cérébral ou le retour à un état intellectuel antérieur : paranoïa d'involution, mélancolie d'involution,. L'involution sénile est un processus régressif des fonctions mentales, des performances et une dégradation de la personnalité.